# Albumy numer jeden w roku 1979 (USA)
Lista najlepiej sprzedających się albumów w Stanach Zjednoczonych w 1979 tworzona przez magazyn Billboard na podstawie Billboard 200.

## Historia notowania
| Data publikacji | Album                                     | Artysta            |
| --------------- | ----------------------------------------- | ------------------ |
| 6 stycznia      | Barbra Streisand’s Greatest Hits Volume 2 | Barbra Streisand   |
| 13 stycznia     | Barbra Streisand’s Greatest Hits Volume 2 | Barbra Streisand   |
| 20 stycznia     | Barbra Streisand’s Greatest Hits Volume 2 | Barbra Streisand   |
| 27 stycznia     | 52nd Street                               | Billy Joel         |
| 3 lutego        | Briefcase Full of Blues                   | The Blues Brothers |
| 10 lutego       | Blondes Have More Fun                     | Rod Stewart        |
| 17 lutego       | Blondes Have More Fun                     | Rod Stewart        |
| 24 lutego       | Blondes Have More Fun                     | Rod Stewart        |
| 3 marca         | Spirits Having Flown                      | Bee Gees           |
| 10 marca        | Spirits Having Flown                      | Bee Gees           |
| 17 marca        | Spirits Having Flown                      | Bee Gees           |
| 24 marca        | Spirits Having Flown                      | Bee Gees           |
| 31 marca        | Spirits Having Flown                      | Bee Gees           |
| 7 kwietnia      | Minute by Minute                          | Doobie Brothers    |
| 14 kwietnia     | Minute by Minute                          | Doobie Brothers    |
| 21 kwietnia     | Spirits Having Flown                      | Bee Gees           |
| 28 kwietnia     | Minute by Minute                          | Doobie Brothers    |
| 5 maja          | Minute by Minute                          | Doobie Brothers    |
| 12 maja         | Minute by Minute                          | Doobie Brothers    |
| 19 maja         | Breakfast in America                      | Supertramp         |
| 26 maja         | Breakfast in America                      | Supertramp         |
| 2 czerwca       | Breakfast in America                      | Supertramp         |
| 9 czerwca       | Breakfast in America                      | Supertramp         |
| 16 czerwca      | Bad Girls                                 | Donna Summer       |
| 23 czerwca      | Breakfast in America                      | Supertramp         |
| 30 czerwca      | Breakfast in America                      | Supertramp         |
| 7 lipca         | Bad Girls                                 | Donna Summer       |
| 14 lipca        | Bad Girls                                 | Donna Summer       |
| 21 lipca        | Bad Girls                                 | Donna Summer       |
| 28 lipca        | Bad Girls                                 | Donna Summer       |
| 4 sierpnia      | Bad Girls                                 | Donna Summer       |
| 11 sierpnia     | Get the Knack                             | The Knack          |
| 18 sierpnia     | Get the Knack                             | The Knack          |
| 25 sierpnia     | Get the Knack                             | The Knack          |
| 1 września      | Get the Knack                             | The Knack          |
| 8 września      | Get the Knack                             | The Knack          |
| 15 września     | In Through the Out Door                   | Led Zeppelin       |
| 22 września     | In Through the Out Door                   | Led Zeppelin       |
| 29 września     | In Through the Out Door                   | Led Zeppelin       |
| 6 października  | In Through the Out Door                   | Led Zeppelin       |
| 13 października | In Through the Out Door                   | Led Zeppelin       |
| 20 października | In Through the Out Door                   | Led Zeppelin       |
| 27 października | In Through the Out Door                   | Led Zeppelin       |
| 3 listopada     | The Long Run                              | Eagles             |
| 10 listopada    | The Long Run                              | Eagles             |
| 17 listopada    | The Long Run                              | Eagles             |
| 24 listopada    | The Long Run                              | Eagles             |
| 1 grudnia       | The Long Run                              | Eagles             |
| 8 grudnia       | The Long Run                              | Eagles             |
| 15 grudnia      | The Long Run                              | Eagles             |
| 22 grudnia      | The Long Run                              | Eagles             |
| 29 grudnia      | The Long Run                              | Eagles             |